# Grønningen (kunstnersammenslutning)
 For alternative betydninger, se Grønningen. (Se også artikler, som begynder med Grønningen)

Grønningen tilhører gruppen af kunstnersammenslutninger i Danmark og blev grundlagt i 1915 af udbrydere fra kunstnersammenslutningen Den Frie. GRØNNINGEN fremstod fra starten som et nye fristed for radikal og eksperimenterende kunst.
Den første udstilling blev afholdt i den såkaldte Indianerhytte ved Østerport i København (på gaden Grønningen, deraf navnet). Senere flyttede udstillingerne rundt, indtil de fandt deres foreløbige plads på Charlottenborg, hvor sammenslutningen afholdt den årlige udstilling frem til 2007, hvor udstillingen flyttede til Bornholms Kunstmuseum. Kulturministeriet med daværende kulturminister Brian Mikkelsen udsendte en bekendtgørelse om Charlottenborg Udstillingsbygning med konklusioner hen imod bygningen som kunsthal, stik mod et af kulturministeren selv i 2005 nedsat udvalgs konklusion. Derefter kunne kunstnersammenslutningerne ikke længere udstille på Charlottenborg, med mindre de lod sig kuratere.
2010 og 2012 udstillede Grønningen igen i København, nu på Kulturkajen Docken i Nordhavn. Da Grønningen fyldte i 2015 100 år, skete det med en velbesøgt dobbeltudstilling i Den Frie Udstilling og i Museumsbygningen på Kastelsvej 18.
Grønningen er en af de største danske kunstnersammenslutninger med 54 medlemmer valgt blandt førende kunstnere. De årlige udstillinger er populære hos kunstinteresserede, og normalt suppleres udstillingerne af store, internationalt anerkendte gæsteudstillere som Anish Kapoor, Georg Baselitz, Jörg Immendorff, Tony Cragg og Jannis Kounellis. I 2015 var gæsteudstillerne: Kristofer Hultenberg, Tina Maria Nielsen, Kirstine Roepstorff, Karin Lorentzen, Troels Wörsel og Mette Winckelmann.